# Callinesia maculinervis
Callinesia maculinervis är en insektsart som beskrevs av Haupt 1926. Callinesia maculinervis ingår i släktet Callinesia och familjen vedstritar.
Artens utbredningsområde är Filippinerna. Inga underarter finns listade i Catalogue of Life.